# آلن پاتریک
آلن پاتریک (انگلیسی: Alan Patrick؛ زادهٔ ۹ ژوئیهٔ ۱۹۸۳) ورزشکار هنرهای رزمی ترکیبی اهل برزیل است. وی از سال ۲۰۰۸ میلادی تاکنون مشغول فعالیت بوده‌است.